# Forma sonata
La forma sonata, o forma de primer moviment, és una estructura musical, una forma musical o un patró de composició musical basada en l'harmonia i textures contrastants. Es diferencia del barroc per la utilització de l'harmonia, ja que en el barroc es dona molta importància a la conducció de les diferents veus, contrapunt, en lloc d'una melodia tractada harmònicament. Habitualment segueix aquest patró, estructura o forma el primer moviment d'una sonata; i per extensió, d'un concert, una simfonia, i qualsevol formació de cambra (quartet de corda, quintet de corda…)
Ha estat la més prestigiosa de les formes musicals des que va ser definida pels teòrics al segle xix a partir de les sonates dels compositors del segle xviii i començaments del XIX.
L'expressió forma sonata no s'ha de confondre amb el terme sonata, ja que aquesta és una composició autònoma per a un o dos instruments (anteriorment, als segles xvi, xvii i la primera meitat del xviii, també podia ser de tres o més), generalment amb un mínim de tres moviments.
La forma sonata va sorgir quan la música instrumental cobrava una importància no coneguda fins al moment. Fins aleshores, la música instrumental era com un complement i solia estar acompanyada de literatura i arts escèniques. També va donar lloc a l'emancipació parcial del compositor el qual va deixar de dependre del patrocini dels nobles o de l'església i va a passar a cobrar de:
- venda de música impresa
- concert públic de música instrumental

Amb el temps aquesta forma sonata repercutiria en tots els gèneres musicals (ària, rondó, concert, minuet, missa…), en les diferents formes musicals (binària, ternària…) i en els diferents moviments de la mateixa sonata.

## Estructura interna
La forma sonata té una complexa estructura interna, que pot ser llegida des de diversos punts de vista. Tot i que l'estructura es va gestar sobretot durant el classicisme, va ser durant el romanticisme quan d'una forma més extensa es va teoritzar sobre ella i es van establir els patrons per ensenyar-la i per a comprendre-la amb facilitat. Les teories que veien la forma sonata com una estructura sobretot de tall harmònic i tonal en el classicisme, en el romanticisme van perdre molt pes davant de la teorització d'aquesta com una estructura temàtica, que es basa en la juxtaposició d'un tema o subjecte, d'un material temàtic que resta sotmès a un treball de desenvolupament temàtic.
La superposició d'aquestes dues visions dona lloc a una estructura que des del punt de vista temàtic està formada per tres parts:
1. Exposició
2. Desenvolupament
3. Recapitulació o reexposició

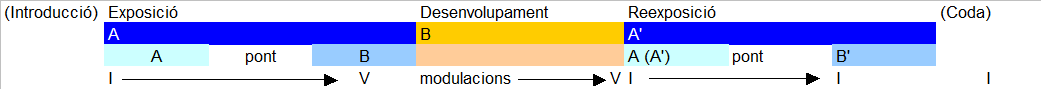
esquema de forma sonata relacionant-lo amb la forma ternària composta

Però, Aquesta forma en tres parts és diferent de la forma ternària, està més elaborada:
1) Si només miréssim les melodies, podríem considerar l'exposició igual a la reexposició. Tot i així, en haver-hi un canvi harmònic important les hem de considerar diferents. En l'exposició es crea tensió i mai conclou en la tònica, mentre que la reexposició resol la tensió i habitualment es manté essencialment en la tònica.
2) La part central, no és només una part contrastant i tancada, sinó que també ajuda a prolongar i augmentar la tensió i a preparar l'oient per la resolució, que es donarà a la reexposició.
Per altra banda, en el pla harmònico tonal ens trobem amb una altra estructura, la qual és més propera a una forma bipartita o binària que s'evidencia més quan l'exposició es repeteix.
1. Exposició.. .. .. .. .. .. .. .. .. .. .. .. .. .. I -------------> V
2. Desenvolupament - Re-exposició.. .. .. ... [modulant]V --------> I

Per tant, tenim un començament en la tònica que porta a un segon fragment en la dominant (ambdues dins de l'exposició si ens referim a l'estructura temàtica), aquí acabaria la primera part de la forma binària. Després se segueix amb una zona modulant (que coincideix amb la de desenvolupament), que ens prepara amb la dominant, per acabar amb la tònica (el tema del començament i el fragment que abans estava en la dominant), i que coincideix amb la de la reexposició.
Aquestes dues seccions quedarien esquematitzades de la següent manera:

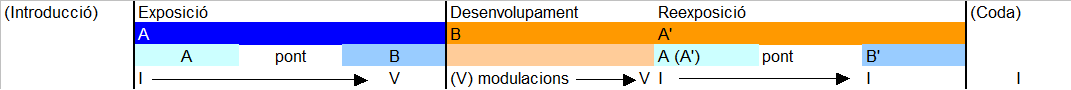
estructura de la forma sonata tenint en compte l'harmonia

Per tant, es produeix una estructura més dramàtica on l'exposició passa a ser una confrontació de tonalitats. Es distingirà la part de la tònica, d'aquella que està en la dominant, sent tot el material de la dominant dissonant i necessitant ser resolt mitjançant una transposició a la tònica (reexposició).

### Introducció
La secció introductòria és opcional, o pot estar reduïda al mínim. Si és extensa, acostuma a ser més lenta que la resta de seccions i pot estar escrita en la tonalitat de la dominant. Pot tenir material temàtic que després serà repetit a l'exposició. La introducció afegeix complexitat i elaboració a l'obra, i permet de vegades començar l'exposició amb un tema massa lleuger per a ser presentat al començament, com en la simfonia No. 103 "repic de timbal" de Franz Joseph Haydn.
Algunes vegades, el material temàtic de la introducció més tard reapareix en el seu tempo original. Això succeeix molts cops en la coda, com en el quintet K. 593 de Mozart, la simfonia "repic de timbal" de Joseph Haydn, o la sonata per a piano No. 8 "Patètica" de Beethoven.

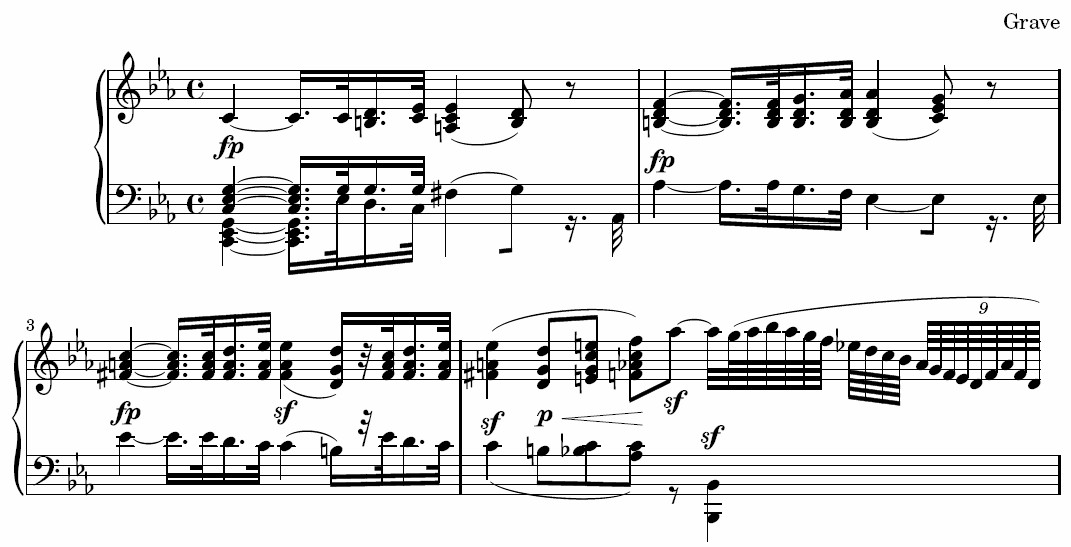
introducció de la sonata patètica

Sobretot en el classicisme aquesta introducció és més freqüent en les simfonies que en les composicions de cambra, per la influència de les obertures operístiques.

### Exposició
El material temàtic primari pel moviment se'ns presenta a l'exposició on s'estableix la tònica i es modula cap a la dominant (o altra tonalitat relacionada). Aquesta secció pot estar subdividida en:

motiu rítmic del primer tema de la 5a simfonia de Beethoven

- Primer grup de subjectes, A: Consisteix normalment en un tema (encara que poden hi haver més d'un) tots en la tonalitat principal, la tònica. Així, si la peça està en do major, tota la música en el primer grup de subjectes estarà en do major. Normalment, té la funció de presentació i afirmació del to inicial, amb caràcter rítmic molt marcat per exemple en el primer tema de la simfonia núm. 5 (Beethoven) el qual està basat en la triada de tònica. Aquests temes poden estar enllaçats mitjançant una transició. El tema A, o enunciat es pot repetir completament immediatament després de sentir-se, contra-enunciat.[8]

- pont: passatge amb el que el compositor modula cap a la dominant, en aquest passatge, es tendeix a evitar l'ús de material amb referents temàtics i - sobretot en el classicisme - es tendeix a limitar-se a material més o menys estereotipat, amb poc protagonisme temàtic, amb el qual pugui modular cap a la segona zona tonal,[9] habitualment la dominant (V) o el relatiu major (III). En conseqüència, si el segon tema està en la dominant, el pont acabarà en la dominant o el que és més habitual en la dominant de la dominant (V/V).

- Segon grup de subjectes, B: un o més temes en una tonalitat diferent de la del primer grup. Si el primer grup està en una tonalitat major, el segon acostumarà a estar-ho en la dominant.[10] Així, si la peça està en do major, la tonalitat del segon grup serà la de sol major (una quinta més amunt). Però, si el primer grup està en una tonalitat menor, el segon ho acostumarà a estar en el seu relatiu major. Així, si la peça està en do menor, el segon grup estarà en Mib Major, per exemple en la sonata en do menor KV 457 de Wolfgang Amadeus Mozart. A més, com els temes A, aquests temes també poden estar enllaçats per una transició.

Sobretot en el romanticisme, però ja a partir de finals del classicisme, el material del segon grup acostuma a tenir un caràcter rítmic o melòdic diferent del primer, sent normalment més líric el segon, i més enèrgic el primer. Recollint aquestes característiques des de l'òptica del moment històric que va desenvolupar aquesta teorització, la teoria musical va parlar de tema masculí per referir-se al primer grup de subjectes, A, i de tema femení per referir-se al segon, B. Aquesta nomenclatura, avui en dia, està totalment en desús.
- Codetta: serveix per tancar la secció de l'exposició en una cadència perfecta en la tonalitat del segon grup. Sovint la codetta conté una seqüència de motius, els quals arriben a una cadència perfecta.[12]

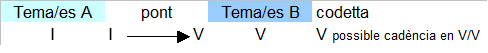
estructura de l'exposició

Finalment, tota l'exposició acostuma a ser repetida, amb possibles variacions, com ara canviant-ne els últims compassos: la primera vegada prepara la peça per al retorn a la tonalitat principal; la segona l'encamina ja cap al desenvolupament.

### Desenvolupament
Aquesta secció modulant, la segona des del punt de vista temàtic després de l'exposició, compleix, dues funcions: la de desenvolupament motívic o temàtic i la de modulació tonal. Això és el que la fa diferent, en cap altre tipus de composició musical ens trobem amb una secció per desenvolupar el material temàtic presentat anteriorment en una secció prèvia. Aquesta secció, és la que fa diferent a aquesta forma musical de totes les altres, és la que ha fascinat els compositors i els ha donat l'oportunitat de treballar els materials utilitzant la seva imaginació.
El desenvolupament pot començar:
- el primer tema en la tonalitat dels temes B, generalment la dominant o la tonalitat major. Molt utilitzat en les obres de Haydn
- una modulació a una tonalitat remota
- amb una referència a un tema conclusiu
- amb un tema nou (es dona molt poques vegades), com per exemple en el primer moviment del quartet per a corda K 428 de Mozart.

A partir d'aquí comença un conjunt de modulacions més llunyanes i ràpides que fins al moment, treballant amb elements de l'exposició. Consisteix en un o més motius de l'exposició alterats i ocasionalment juxtaposats (exemple amb les sonates de Haydn) i -més a partir del segle xix que no pas en el XVIII- pot incloure nou material o temes. Les alteracions inclouen transportar el material a tonalitats llunyanes, trencar els temes i seqüenciar els motius, reelaborant noves combinacions i seqüències. Durant el classicisme, el tractament d'aquesta secció com a veritable desenvolupament es limita a alguns pocs compositors de talla, mentre que un enorme contingent de sonates i simfonies de molts altres autors menys coneguts tracten aquesta secció molt més com de modulació que no pas de treball motívic.
El desenvolupament varia enormement en longitud depenent de la peça. De vegades els desenvolupaments són curts comparats amb l'exposició (per exemple: "Eine kleine nachtmusik" de Mozart); i en altres casos -més a partir del segle xix- són llargs i detallats (per exemple en la simfonia Heroica de Beethoven). Tot i així, el desenvolupament quasi sempre presenta un elevat grau d'inestabilitat tonal, rítmica i harmònica comparat amb les altres seccions.
De vegades, pot aparèixer al mig del desenvolupament el tema A en la tonalitat principal, reprise prematura, com si comencés la reexposició, però després del tema es continua amb el desenvolupament. És un recurs molt utilitzat per Haydn.
Finalment, la música acabarà tornant a la tonalitat principal, ho pot fer passant primer per la subdominant (IV) i després per la dominant (V) en la re-transició, preparant a l'oient per la recapitulació, un dels moments crucials de l'obra. habitualment la re-transició és una prolongació de l'acord de sèptima de dominant, a més, el caràcter de la música convida a esperar el retorn, molts cops esdevenint més frenètic (com en el cas del primer moviment de la sonata "waldstein" o també coneguda com a "aurora" Op. 53).

### Recapitulació o re-exposició
La recapitulació és una repetició de l'exposició, però tota en la tònica, amb modificacions, com:
- Primer grup de subjectes: igual que a l'exposició (en la tonalitat principal). En alguns casos es pot donar algun subjecte en la subdominant (si està escrita en do major serà en fa major). Per exemple en la sonata en Fa M K 332 de Mozart, últim moviment

- Pont: alterat perquè no hi hagi un canvi de tonalitat, sinó que romangui en la tonalitat principal. Això, a vegades, fa que sigui més breu que el de l'exposició.

- Segon grup de subjectes: igual que a l'exposició però ara en la tonalitat principal, malgrat que això impliqui transformacions major-menor o viceversa. En alguna ocasió, pot estar en el paral·lel major de la tonalitat principal (do major en una peça en do menor)

- codetta: Igual que el tema o grup de temes B es tocarà en la tonalitat principal.

### Coda
Després de la cadència de la recapitulació, el moviment pot continuar en el desenvolupament codal, que pot contenir material de les altres seccions. pot tenir una extensió variable, però com les introduccions, no són considerades part de l'"argument" de la peça. Sigui com sigui, la coda acabarà amb una cadència perfecta en la tonalitat principal (a vegades, però, en el mode major en peces en tonalitat menor, cadencia piccarda).
Exemples de codes els trobem en Beethoven: el finale de la simfonia No. 8; el primer, i el tercer moviment de la sonata No. 23 "Appassionata" (on a més, la coda està en un tempo més ràpid que la resta de la peça), i els tercers i últims moviments de les sonates No. 14 "Clar de Lluna" i No. 17 "La Tempesta"

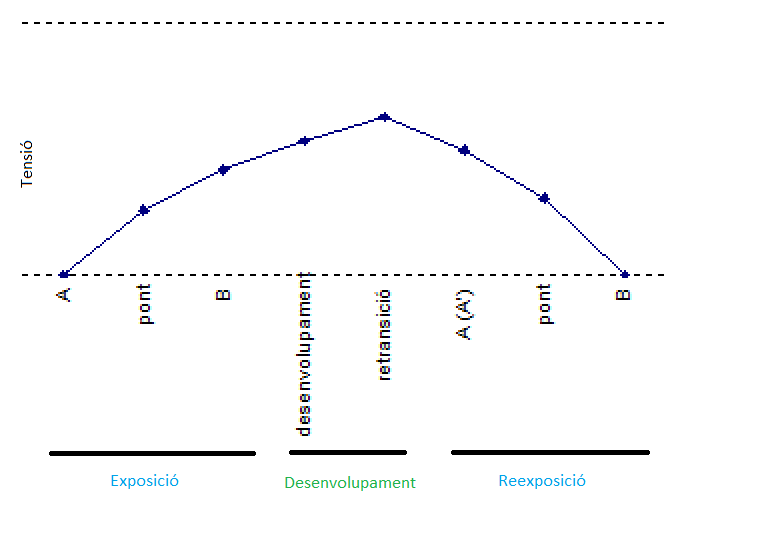
gràfic de l'evolució de la tensió en la forma sonata

### Evolució de la tensió
Com s'ha vist abans, el tema B de l'exposició crea tensió la qual no es resol fins a la re-exposició, i, entremig, en el desenvolupament encara es continua creant tensió fins a arribar a la retransició que sol ser el punt amb més tensió de tota l'obra.
Però, això era a l'època clàssica, amb el temps, a més d'arribar a tonalitats més llunyanes i, per tant, crear-se més tensió, el punt de màxima tensió es pot transportar fins bastant entrada la reexposició. Això, obliga a allargar la composició per poder resoldre tota la tensió de forma gradual. La manera habitual és fent una coda llarga on es va resolent la tensió.
Per tant, amb el temps s'incrementa la tensió i el punt de màxima tensió es desplaça a ben entrada la re-exposició, per exemple al grup b. La resolució de tota aquesta tensió es fa amb una llarga coda.

## Variants de la forma sonata
Com s'ha vist, la forma sonata té unes regles que la identifiquen, però aquestes regles molt sovint són trencades podent-se alterar els diferents elements que la formen o la seva estructura. Per a alguns aquesta "desobediència" de les regles dona lloc a més plaer que si s'obeïssin.
Pel que fa a elements
- primer tema B en la dominant menor. Si la sonata està en Do M, aquest primer tema B està en sol m. Amb el temps també apareixeria en la mediant (III) d'un to major i la submediant (II).
- Reprise prematura, a mig desenvolupament apareix el tema A en la tònica, però després es continua modulant fins a arribar a la re-exposició. Sobretot es dona en Haydn
- En la reexposició, apareix el tema A en el to menor, per tant, si la sonata està en Do M, apareixerà en do m.
- En la reexposició, apareix un tros en la subdominant (IV). Per tant, seguint amb l'exemple en DO M, ens trobaríem un tros en Fa M

Pel que fa a l'estructura:
- Sense desenvolupament, se sol donar als segons temps, no es crea tanta tensió. Per exemple en el segon temps de la sonata en fa major KV 332 (300k) de Mozart.
- monotemàtica, per exemple el primer temps de la sonata Hob XVI: 50 en do major. A l'exposició se sent el tema A en la tònica i després en la dominant. En la reexposició es pot sentir:
  - el tema A, primer en la subdominant (IV) i la repetició en la tònica
  - el tema A, primer en el relatiu i després en la tònica
  - o només el tema A en la tònica.

Això no vol dir que la sonata només tingui un tema, el més habitual és que després del primer tema en la dominant se sentin altres temes, també en la dominant. exemple el primer temps de la simfonia sorpresa de Haydn. (Escoltar música)
- forma rondó sonata, el primer en utilitzar-la va ser Haydn.

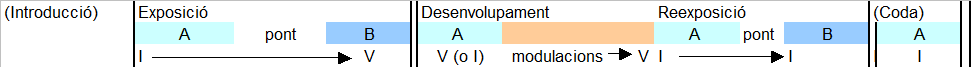
Esquema de la forma rondó sonata

De vegades el tema A del desenvolupament es troba abans de la doble barra.
- Concert per solista, va ser influenciat per la forma sonata amb petites variacions:[17]
  - El primer cop que se sent l'exposició (en el tutti) es fa sense modular a la dominant i sense algun material que es guarda pel solista
  - El segon cop que se sent l'exposició (tocada pel solista) modula a la dominant i s'introdueix material nou, que no s'ha sentit abans.
  - El desenvolupament, que comença amb el tutti, pot fer-ho amb el tema A o repetint els últims compassos de l'exposició.
  - De vegades s'introdueix un tema nou en els desenvolupament
  - De vegades ens trobem en el desenvolupament un dels temes de l'exposició que no ha sortit en la primera exposició, la de l'orquestra.
  - De vegades, part de la recapitulació es desplaça i utilitza en la re-transició
  - És molt habitual que en la reexposició es vagin repartint el material entre el solo i el tutti
  - És molt habitual acabar amb els compassos inicials del moviment, amb el primer tema. Una variant d'aquest punt seria la reexposició invertida.

## Història

### Orígens i primers anys
Primerament es va donar a Itàlia i sorgeix com una renúncia a la concepció de continuïtat barroca. El primer autor important a utilitzar-la va ser Domenico Scarlatti (1685 -1757). Les primeres sonates eren peces monotemàtiques, on s'utilitzaven frases periòdiques i breus, cosa que el diferenciava del barroc on les frases eren llargues. Després, a poc a poc es va introduint el segon tema de l'exposició.
L'estructura de les seves peces es dividiria en:
| 1a part | I ____>V: | semblant a l'exposició, amb especialització temàtica, tema A en la tònica i tema B, contrastant i en la dominant. |
| 2a part | V ____>I  | |

Per exemple Sonata K1 L366 Scarlatti tocada per Irena Koblar on trobem una divisió en dues parts que es repeteixen, encara no es dona el segon tema a l'exposició ni el desenvolupament, frase molt breu i treball contrapuntístic en tota l'obra.

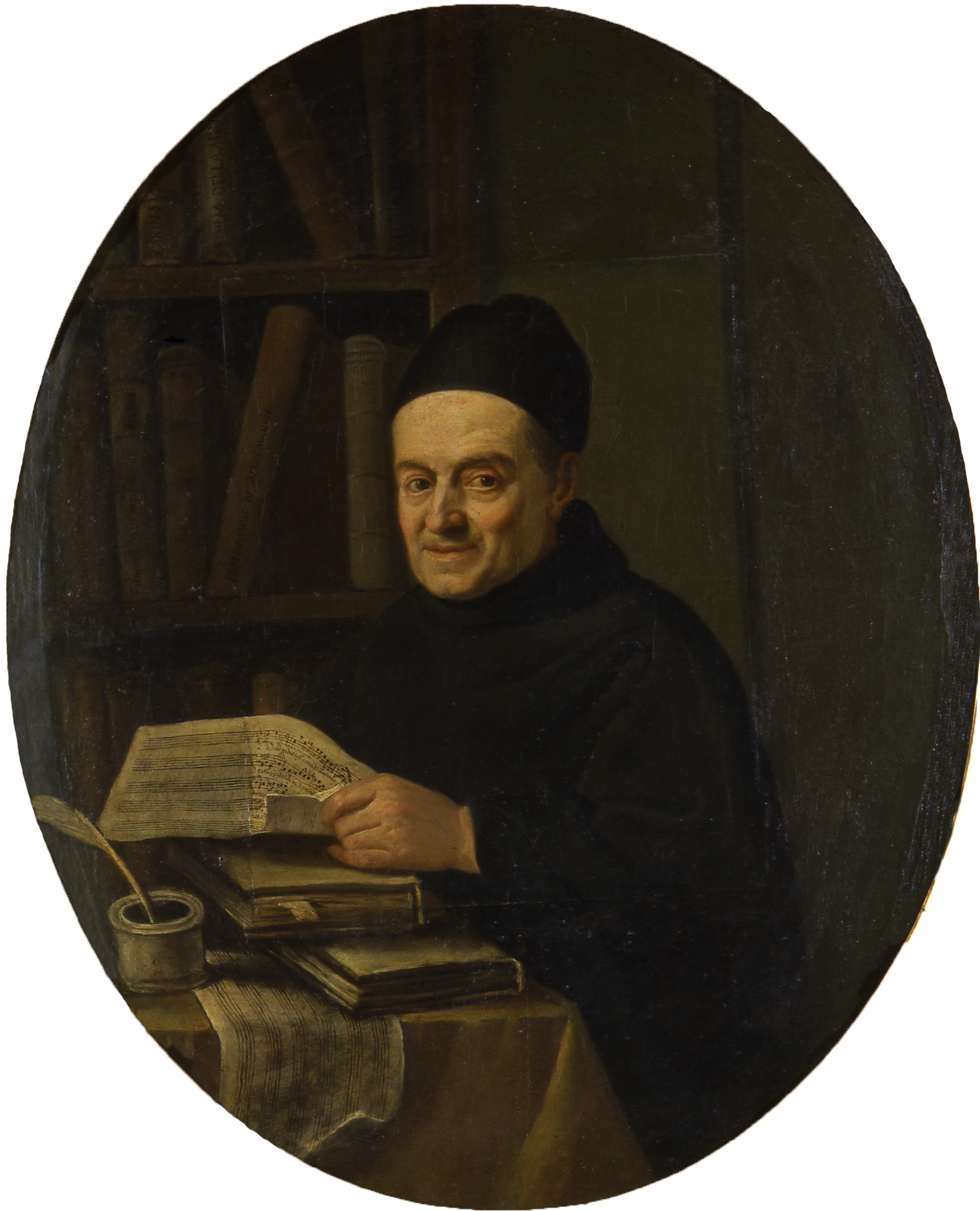
Retrat del Pare Giovanni Battista Martini

Per tant, encara hi ha una forma binària de suite, sense desenvolupament ni reexposició. Ens ajudarà a distingir les obres que tenen similitud amb la forma sonata:
- La presència d'una secció de desenvolupament amb retransició inclosa
- El retorn simultani del primer tema i la tonalitat de la tònica
- Una recapitulació completa o gairebé completa del segon grup temàtic (B)

El Pare Martini incorpora el desenvolupament a la forma sonata:
| exposició        | desenvolupament           | reexposició           |
| ---------------- | ------------------------- | --------------------- |
| I _______> V :II | V _______________________ | ______________> I :II |

També dona personalitat a les textures, els diferents temes els dona textures diferents i contrastants. En canvi, la modulació a la dominant encara no està ben treballada.
A partir d'aquí sorgeixen 2 línies, ja fora d'Itàlia:
1. Tradició alemanya
  1. Escola de Mannheim estil iniciat per Johann Stamitz que adquireix gran habilitat en els matisos dinàmics. Stamitz va ser un dels primers en incorporar el tema contrastant en la dominant. Aquesta escola és important com a antecedent de les obres de Haydn, Mozart i Beethoven.
  2. "Escola de Berlín o Nord Alemanya", agrupada entorn de Frederic el Gran, amb autors com Johann Christian Bach i Carl Philipp Emanuel Bach. Continuen més amb la tradició barroca treballant amb motius curts i desenvolupant-los. Habitualment treballen amb un sol tema, monotemàtiques, sense introduir contrastos temàtics en un mateix moviment. Treballen amb l'element sorpresa, amb canvis sobtats d'harmonia, modulacions a tonalitats llunyanes, pauses, canvis de textura... I són els que enriqueixen la textura simfònica amb elements contrapuntístics. Per altra banda, durant els anys 60 - 70 culmina aquest estil amb el que es diu "Sturm und Drang", terme utilitzat a la literatura alemanya de l'època.

Entre altres són fruit d'aquesta escola les obres de Haydn i Beethoven.
1. Tradició vienesa, que busca contrast afectiu i varietat temàtica.
  1. George Christoph Wagenseil - escola amb un caràcter més melòdic. Com a autors influïts per aquesta escola trobem entre altres a Michael Haydn, Wolfgang Amadeus Mozart i després Franz Schubert amb gran lirisme i bon humor. Un altre punt important d'aquesta escola és la conducció dels temes contrastants al seu millor punt.

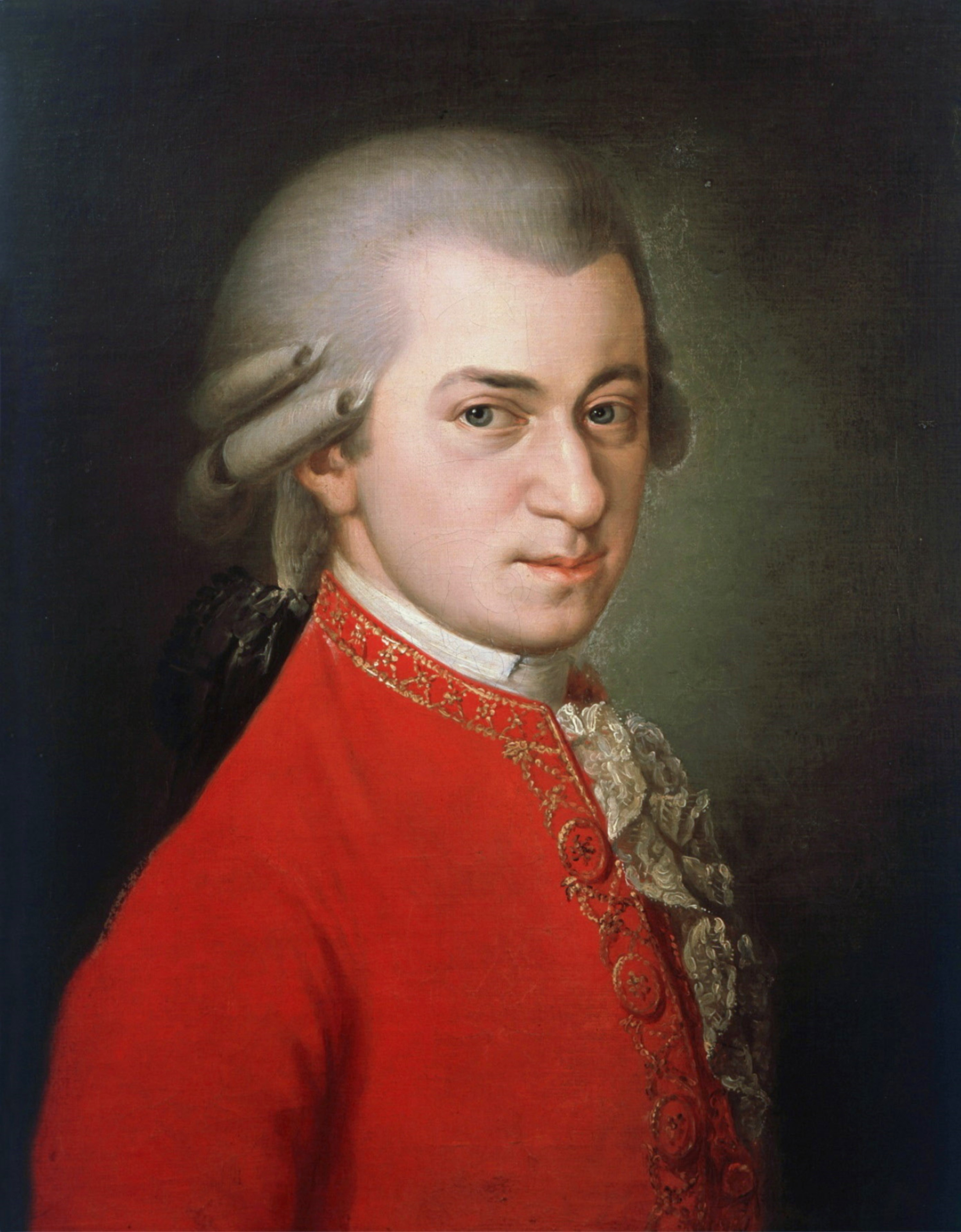
Wolfang Amadeus Mozart

### Classicisme
Aquestes dues tradicions convergeixen sobretot amb la música de Haydn, autor que sintetitza millor aquestes tradicions, i en conseqüència, crea la "forma sonata donant-li un significat.
Tot i així, encara que va ser un dels creadors de la forma sonata, l'obra de Haydn difereix de la de Beethoven i Mozart en:
- la utilització de l'exposició monotemàtica. Va ser una pràctica que li va agradar molt a Haydn
- en la recapitulació variava l'ordre dels temes i utilitzava molt el desenvolupament temàtic.[18]
- Va integrar la fuga en l'estil clàssic donant-li una nova lògica tonal que ajudava a donar més coherència i unitat. (exemple 4t temps simfonia militar, nº100, de Haydn)

Mozart incrementa el drama intern del desenvolupament, la qualitat del final i la relació entre les parts. Amb el temps evolucionaran cap a:
1. la música de Robert Schumann i Felix Mendelssohn que després continuarà amb Anton Bruckner i Gustav Mahler
2. L'altra seguida per Johannes Brahms i més tard per Jean Sibelius

### Aportacions de Beethoven

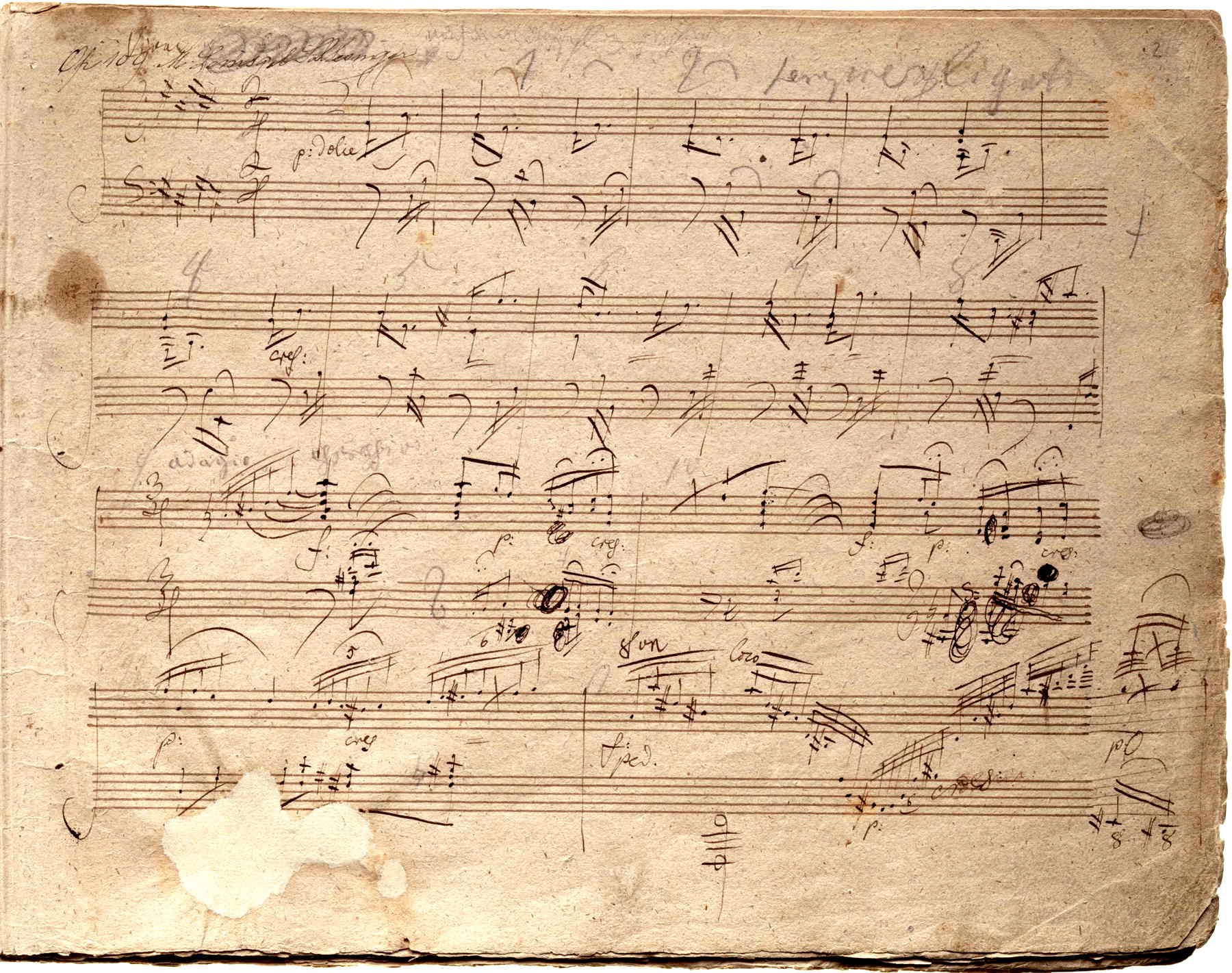
manuscrit de Beethoven de la primera plana del primer temps de la sonata n30

Beethoven és l'autor de la forma sonata més estudiat pels romàntics per dominar el caos i crear molta energia. A més té les seves pròpies fórmules i, per tant, no es repeteix. Aquestes són les aportacions o característiques importants de Beethoven a la forma sonata:
- Caracterització temàtica de la tònica i la dominant. És el primer que dona als temes A i B una personalitat diferent
- Gran extensió del món de la dominant (normalment 3 temes B)
- Gran intensificació dramàtica del desenvolupament
  - Utilitza més treball motívic que Haydn i que Mozart
  - crea més tensió
  - juga més amb les dinàmiques
- El punt culminant, en el que hi ha més tensió de tot el moviment, es troba o bé al final del desenvolupament o en el tema A de la reexposició.
- Amplia les seves sonates amb una coda final per compensar l'increment de tensió en el desenvolupament
- Introdueix modulacions experimentals del tema B cap a:
  - la mediant (III), trobem el precursor en la suite barroca escrit en to menor. Per exemple en el primer temps de la sonata waldstein en DoM, el tema B de la qual està en MiM
  - la sub-medinant (II), a vegades el segon menor. Per exemple en el primer moviment de la sonata per a piano en SibM, el tema B de la qual està en Sol M.

En conseqüència, pot crear una exposició amb tres tonalitats diferents, com per exemple en la sonata op 2 núm.2. Això només ho utilitza durant un temps, quan arriba al període intermedi deixa d'utilitzar-ho.

### Utilització pels romàntics
Els Romàntics estudien l'obra de Beethoven però prenen la seva forma d'una manera més lliure i donen a la música un llenguatge extramusical.

#### Mendelsshon
- Segueix l'esquema de la pastoral amb el reflex del paisatge en un esperit sensible.
- La relació entre els diferents moviments es relaxa i la forma cíclica deixa de ser necessària.
- El desenvolupament és un joc intel·lectual
- La re-exposició és la tornada a un nivell més alt.
- En les seves obres trobem idees extramusicals

#### Berlioz

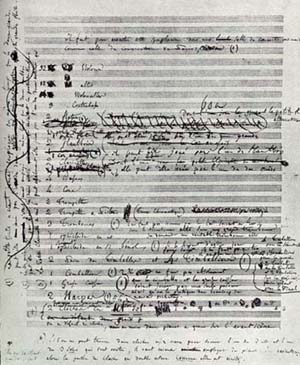
primera pàgina del manuscrit de la simfonia fantàstica

En la seva obra es relaxa l'esquema simfònic, la reverència a Beethoven i la barreja entre revolucionari i tradicional limiten la seva obra.
A la simfonia fantàstica:
- trobem idees extramusicals
- el primer moviment està escrit la forma clàssica de sonata
- es veuen contrastos amb la simfonia clàssica en els diferents moviments

A Harold a Itàlia:
- els moviments centrals són impressionistes
- el moviment sempre està en augment
- utilitza la "Idée Fixe"

En les seves obres: Romeo i Julieta i La condemna de Faust
- hi ha un trànsit entre simfonia clàssica i cantata-òpera.

#### Liszt
Els seus poemes simfònics no segueixen cap programa encara que cada un d'ells és suggerit per una idea. Per tant, crea una nova fórmula en la que es dona més llibertat, es treballa la variació d'un tema o motiu.
A partir d'aquí es creen dos grups:
- a favor
  - Smetana
  - Mussorgsky
- en contra
  - Brahms
  - Bruckner

Però la majoria d'autors es troben entre tots dos grups.

### Després del romanticisme
Durant el romanticisme i estils posterior, l'evolució de la sonata es dona de manera que la definició de forma sonata del classicisme, donada per Czerny, és massa senzilla comparada amb els complexos moviments que es creen. Tot i així és una evolució de la forma sonata i encara es pot intuir l'esquema d'aquesta amb modificacions. Per exemple:
1. enriquiment d'idees secundàries utilitzades en les diferents transicions entre temes o en altres llocs del moviment que fins ara no es donaven com per exemple al començament del moviment (ex Simfonia inacabada de Schubert: transició abans de començar el primer tema) o final de l'exposició
2. Temes formats per motius, cèl·lules o microtemes
3. Els dos temes de l'exposició passen a ser dos grups de temes i, per tant, es pot arribar a sis temes en total
4. El tema B ja no s'ha de trobar en la dominant, es pot trobar en la mediant, submediant o d'altres tonalitats...
5. Utilització de 3 blocs temàtics (Bruckner, primer temps de la 3a simfonia, o Gustav Mahler)
6. En la reexposició s'elimina o substitueix algun tema

Però aquesta manera d'escriure és una deformació de la forma sonata clàssica o està fonamentada sobretot en l'obra de Beethoven, Carl Maria von Weber, Schubert, però també en la de Schumann, Chopin, Mendelssohn o Berlioz? De fet, si es parla de la forma sonata amb la definició del segle xix hauríem de parlar de deformacions o modificacions. En canvi si ens fixem en l'obra de Beethoven, veiem que la forma sonata és fruit de l'evolució d'aquesta forma. Beethoven permet uns procediments de diversitat formal que la classificació clàssica no permetia.

#### Segle XX
A partir del segle XX i amb la "desaparició" de la tonalitat, la forma sonata s'utilitza molt poc en relació amb altres esquemes formals. Els autors que la utilitzen incorporen el llenguatge del segle XX (atonalitat, serialisme, politonalitat…), tot i que hi ha alguna sonata en estil arcaic. Per exemple l'obra de Dvořák. En el primer temps de la 9 simfonia podem veure una forma sonata:

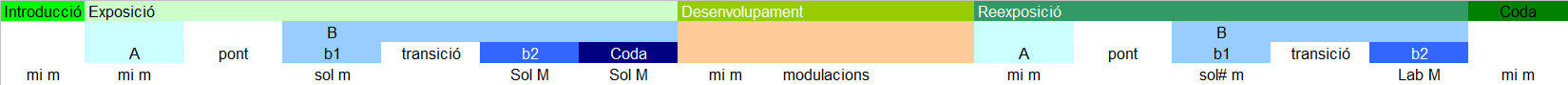
Esquema del primer temps de la simfonia 9 de Dvořák

Però amb utilització de melodies folklòriques i ritmes de danses populars típics de la música nacionalista. El seu llenguatge i flexibilitat harmònica provenen de l'estil de Brahms.
Com es pot veure el moviment tonal és molt diferent al de la forma sonata clàssica. Està escrita en mi m i, per tant, segons la forma clàssica:
1. En l'exposició si el primer tema és en mi m, el tema B hauria d'estar en sol major, el seu relatiu. En canvi el primer tema B el sentim en sol menor, i més tard, en sol major.
2. En el desenvolupament trobem que es passa per diferents tonalitats fins a arribar a la retransció on ens prepara de manera breu però inestable per entrar en la següent secció.
3. En la reexposició s'haurien de sentir tots dos grups de temes de l'exposició en la tònica (mi menor), el tema A ho està, però els temes B canvien de tonalitat, mentre el primer el sentim en sol#menor (3 major), el segon el trobem en Lab Major (4 disminuïda). Totes dues tonalitats són enharmòniques i igual que en l'exposició mentre la primera està en tonalitat menor, la segona està en una major.
4. Finalment, ja que hem acabat la reexposició en una tonalitat llunyana, s'ha de tornar a mi menor, ho fa en la coda amb cromatismes.

Dvořák Simfonia nº9 (Simfonia del nou mon) I. Adagio - Allegro Molto Arxivat 2011-11-07 a Wayback Machine.

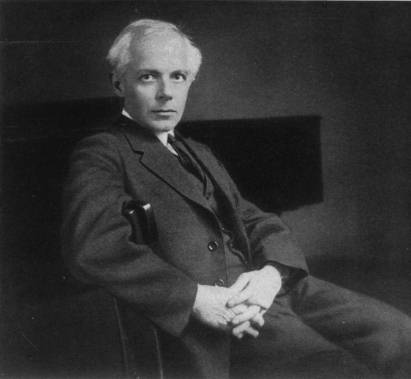
Béla Bártok

Bartók, per exemple, en el primer temps del seu quartet nº4 (1928), utilitza un llenguatge diferent, una escala cromàtica on totes les notes tenen la mateixa importància. En conseqüència, encara que la forma és la de sonata, és molt diferent a la descrita al classicisme, ja que no ens trobem amb el contrast tònica - dominant. Tot i així, es crea tensió amb altres elements, com la dissonància, la textura, el timbre o el contrapunt.
En la seva obra es veu reflectit no només l'estudi d'obres clàssiques (sobretot obres romàntiques) sinó que a més es pot veure l'estudi de la música folklòrica. Tots dos estudis es veuran reflectits en la seva obra i, per tant, també en aquest quartet, utilitzant aquest llenguatge descrit abans, on les diferents notes de l'escala cromàtica tenen totes la mateixa importància, i poden ser utilitzades de manera lliure i independent. Per tant, ja no parlem d'harmonia on la importància de les notes ve donada pel lloc on es troben de l'escala.
L'exposició consta, segons les indicacions de Bartok, d'un tema A, un pont i un tema B. Tot i així el pont podria ser considerat tema A₂ ja que no hi ha modulacions, se n'utilitzen diferents motius al llarg de tot el moviment i en la reexposició es torna a sentir.
Després hi ha un desenvolupament on es treballa primerament amb el tema A. Després hi ha contrapunt i treball de motius del pont fins a arribar al final del desenvolupament on ens prepara per tornar a sentir el primer tema en la reexposició (re-transició).
La re-exposició és més curta que l'exposició, però sense faltar-li cap part. El moviment acaba amb una coda que es fon amb la codetta de la re-exposició.
Per sentir el moviment podeu visitar: aquest enllaç o aquesta pàgina que està en anglès

### Forma sonata a Catalunya

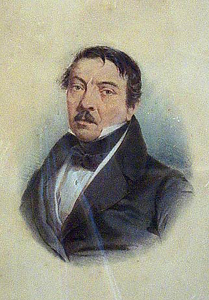
Pintura retrat de Ramon Carnicer i Batlle

Durant el classicisme sovintegen els exemples de composicions en què els manuscrits confonen el que és una sonata amb un primer temps en forma sonata, de manera que allò que uns manuscrits recullen com una sonata en quatre moviments, altres consideren que la sonata realment només és el primer d'aquests quatre moviments, essent aquest un allegro en forma sonata.
Això fa que en alguns casos es pugui considerar que -si més no a Catalunya a finals del segle xviii i principis del segle xix- la sonata tant pot tenir diversos moviments com un de sol; en aquest cas aquest tindria forma sonata.
Són exemples de sonates d'autors catalans del classicisme i primer romanticisme les de Carles Baguer (tant les seves sonates per a teclat com les seves simfonies), Mateu Ferrer (igualment l'obra per a tecla i la simfònica), Ramon Carnicer, Josep Gallés, Josep Freixenet, Pare Manel Espona, les sonates i quartets de Josep Teixidor i les sonates de Josep Elies tot i que ell les anomenava Tocates. També van utilitzar la forma sonata diferents compositors monjos de Montserrat com el Pare Antoni Soler amb més de dues-centes sonates per a teclat, el Pare Narcís Casanoves, el Pare Benet Brell, el Pare Benet Julià, etc.
Felip Pedrell es pot considerar el pare de la música nacionalista espanyola havent influenciat l'obra de tres dels grans compositors nacionalistes: Granados, Albeniz i Falla. No només introdueix la música tradicional en la seva obra sinó que a més també utilitza els esquemes tradicionals de la música alemanya, per tant utilitza la forma sonata amb temes de la música folklòrica i ensenya a utilitzar-los a altres compositors.

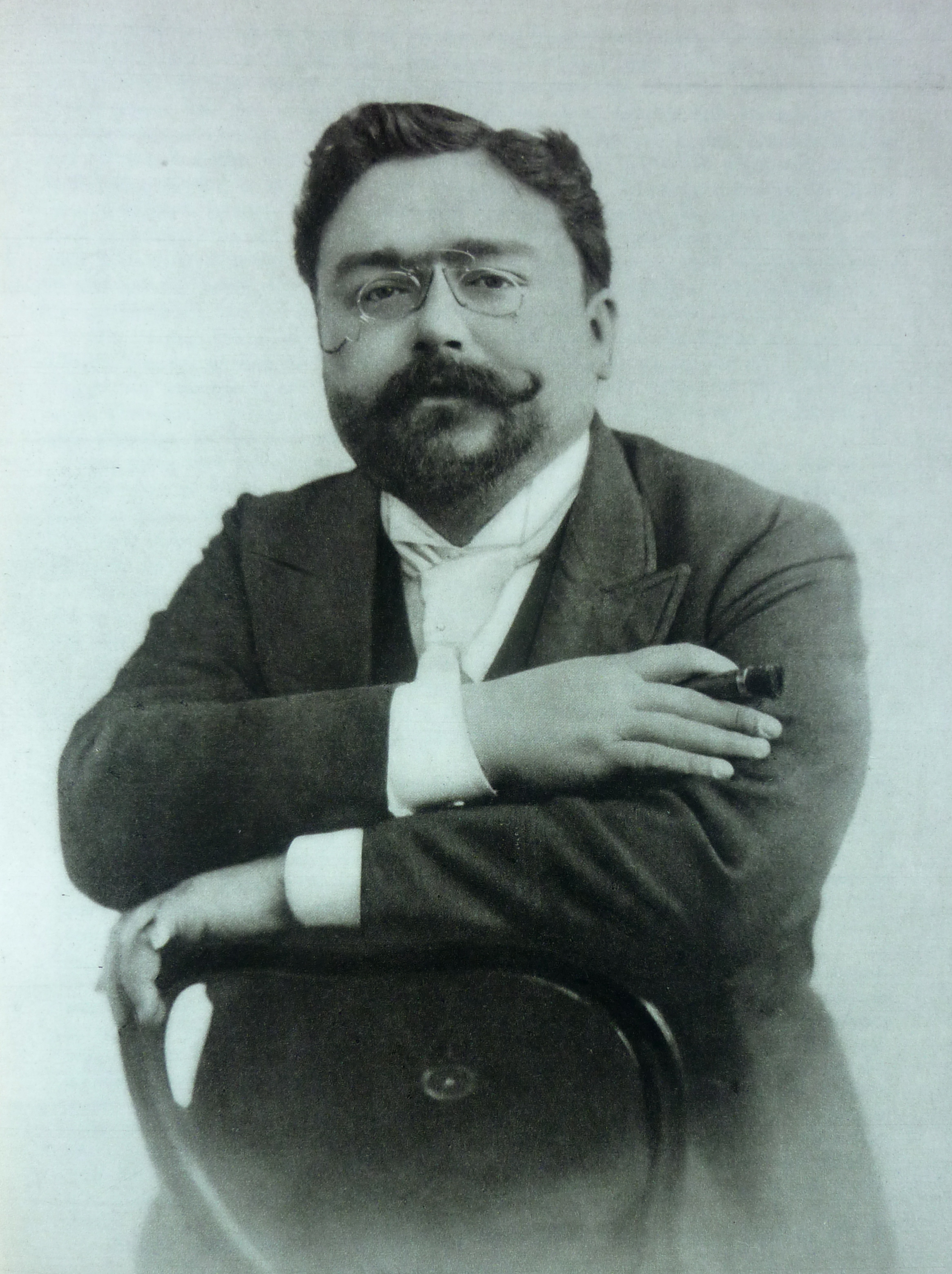
Isaac Albeniz

Isaac Albeniz segueix la influència de Pedrell utilitzant la forma sonata a la seva obra "Catalunya". Utilitza una cançó popular tant pel grup de temes principal com pel primer tema B. Encara que el primer tema se sent en Mi bemoll major, en la reexposició utilitza la tonalitat de mi major. El tema B està escrit en Si bemoll Major, la dominant. Hi ha una coda contrastant.
Enric Granados també segueix aquesta influència utilitzant la forma sonata en la sonata per a violí i piano o en la sonata per a violoncel i piano.
Juli Garreta compon una monumental sonata per a piano sol en Do Major, de quatre moviments; el tercer dels quals en lloc de ser un minuet o un scherzo, és una sardana.
D'altres autors del segle XX que utilitzen la forma sonata:
Francisco Fleta Polo per exemple en sonata per viola i piano op 62 també utilitza la forma sonata amb un estil arcaic
Robert Gerhard Ottenwaelder per exemple en la sonata per a viola i piano on trobem un estil formal molt acadèmic i on a més utilitza música popular i un llenguatge amb elements serials.
Xavier Montsalvatge va compondre l'any 1960 la seva cèlebre Sonatine pour Ivette per a piano sol, dedicada a la seva filla Ivette.
Xavier Boliart compon l'any 1984 una sonata per a piano sol.
Salvador Brotons, per exemple en Sonata per viola i piano op 28 1r moviment aposta per la utilització de la forma sonata amb tonalitat fluctuant, melodies amb grans salts, intervals grans i utilització de la dissonància.
Tot i així, al segle xx, s'utilitza molt poc la forma sonata. Els autors prefereixen altres tipus d'estructura.

## Audició guiada

### Simfonia nº 88 en Sol M de Haydn
1r moviment
FORMA SONATA
 Introducció - Introduction
Exposició - Exposition
Tema A - Primary Theme
Pont - Transition
Grup de temes B - Second themes group
Codetta - Closing theme
Desenvolupament - Development
Re-exposició o recapitulació - Recapitulation
Tema A - Primary Theme
Pont - Transition
Grup de temes B - Second themes group
Codetta - Closing theme
Coda

### Eine kleine nachtmusik de Mozart
1r Moviment
FORMA SONATA
| Exposició - Exposition        | Tema A1                 | Sol M - G Major                                                    |
|                               | Tema A₂                 |                                                                    |
|                               | Pont - "transition"     | Modulació a Re M - D major                                         |
|                               | Tema B                  | Re M - D major                                                     |
|                               | Codetta - Closing theme |                                                                    |
| Desenvolupament - Development | A1 (4 1rs compassos)    | Re M - D Major                                                     |
|                               | C material nou          | modulacions (Do M o C major)                                       |
|                               | C invertit              | preparació per reexposició en Sol M (G major) amb la seva dominant |
| Reexposició - recapitulation  | Tema A1                 | Sol M - G major                                                    |
|                               | Tema A₂                 | Sol M - G major                                                    |
|                               | Pont - "transition"     | No hi ha modulació                                                 |
|                               | Tema B                  | Sol M - G major                                                    |
|                               | Codetta - Closing theme | Sol M - G major                                                    |
| Coda - "closing theme"        |                         | Sol M - G major                                                    |

### 1a simfonia de Beethoven
1r moviment
FORMA SONATA
Exposició - Exposition
Tema A - Primary Theme
Pont - Transition
Grup de temes B - Second themes group
Codetta - Closing theme
Desenvolupament - Development
Re-exposició o recapitulació - Recapitulation
Tema A - Primary Theme
Pont - Transition
Grup de temes B - Second themes group
Codetta - Closing theme
Coda